# Alexandre Comisetti
Alexandre Comisetti (Pompaples, 21 luglio 1973) è un ex calciatore svizzero, di ruolo centrocampista.

## Carriera

### Giocatore
Ha militato in varie squadre svizzere e francesi. Ha fatto parte del gruppo della nazionale svizzera durante gli europei del 1996 svoltosi in Inghilterra.

### Allenatore
Dopo aver allenato il Team Vaud U21, che è la primavera del Losanna, viene chiamato a supplire la partenza di Laurent Roussey ed occupare quindi il ruolo di allenatore della prima squadra vodese ad interim, dato che non possiede il patentino per poter allenare una squadra nel massimo campionato svizzero. Dall'estate 2017 è alla guida dell'Echallens.

## Palmarès

### Club

#### Competizioni nazionali
- Campionato svizzero: 2

Grasshopper: 1995-1996, 1997-1998,